# Verão Arte Contemporânea
O Verão Arte Contemporânea, também conhecido como VAC, é um evento artístico multilinguagens criado pelo Grupo Oficcina Multimédia e realizado em Belo Horizonte desde 2007.

## Conceito norteador
Realizar em Belo Horizonte, anualmente, nos meses de janeiro e fevereiro o Verão Arte Contemporânea, com programação intensa, a preços populares e entrada franca. Atividades de teatro, dança, artes visuais, cinema, música, literatura, gastronomia e arquitetura, ocupam diversos espaços culturais da cidade. O VAC tem como objetivo promover um recorte da cultura local, que respeite e incentive as diversidades e as experimentações artísticas, projetando a cidade como um polo cultural referencial no país.

## Origens
O VAC surgiu a partir de uma experiência que o Grupo Oficina Multimédia realizou no ano de 2006, no Teatro Francisco Nunes quando foi criado o Kafé K. Este café temático foi inspirado no nome do escritor Franz Kafka, cuja obra “O Processo”, foi recriada no espetáculo “A Acusação”, do Grupo Oficcina Multimédia, em cartaz neste mesmo teatro. Além das apresentações, nesta mesma ocasião foram promovidos uma exposição de objetivos interativos, palestras e exibições, em parceria com o CRAV,, de filmes de arte e política, ocupando, além do teatro, o foyer e a área externa do teatro.

O excelente resultado desta primeira experiência fez com que, no final de 2006, o GOM, ampliasse as parcerias, incluindo no projeto a participação de dois grupos de dança representados por Keyla Monadjemi da produtora Mercado Moderno e pelo bailarino Rui Moreira. Desta união de artistas, surgiu em 2007, a primeira edição do Verão Arte Contemporânea

Como relata a coordenadora do VAC, Ione de Medeiros:
Em outubro de 2006 o G.O.M apresentou uma proposta de ocupação para o Teatro Francisco Nunes que gerasse a possibilidade de ampliar o enfoque de uma apresentação de espetáculo que não se encerrasse em si mesmo. Queríamos fazer ressoar o trabalho de criação, expandindo-o para outras propostas criativas e instalar um olhar de reflexão e análise sobre a arte nos dias de hoje, suas causas e consequências. Nesta mesma época, nós nos deparamos com artistas da área da dança (Rui Moreira e Keyla Monadjemi, produtora da Mercado Moderno) que se propunham também a criar um novo formato para a área cultural no período das férias em Belo Horizonte. A partir deste encontro resolvemos juntar forças e formatar e realizar um projeto piloto que, uma vez confirmada a sua importância, pudesse abrir espaço para a criação de um possível Festival de Verão que ocuparia os teatros públicos e espaços alternativos nos meses de janeiro e fevereiro dos próximos anos. O Verão Arte Contemporânea se definiu então pela quebra de fronteiras entre linguagens artísticas e abriga novos formatos de criação, integrou propostas de reflexão política e de investimento na busca de raízes, apostando na liberdade de uma linguagem estética comprometida com a complexidade do mundo atual. 

## Realizações na área cultural
As duas primeiras edições foram realizadas sem qualquer verba e, contando apenas com o apoio da Secretaria Municipal de Cultura e do à época Gerente dos Teatros Municipais Luiz Carlos Garrocho, ocupou 5 espaços culturais e contou com a participação de 16 grupos e artistas, além de um evento interativo com o público, resultado em uma exposição no saguão do Teatro Francisco Nunes. Esse evento ganhou o nome de Salão Quasiarte. Foi na 3ª edição, em 2009, que o VAC foi contemplado pela primeira vez com o apoio financeiro da Fundação Municipal de Cultura e da Secretaria de Estado da Cultura e fortaleceu o diálogo com manifestações da cultura de rua representada pela Família de Rua. Em 2010, na 4ª edição, foram acrescidas as áreas de literatura e gastronomia, além da fusão da moda, música, dança e artes visuais na abertura do VAC. Em 2011, na 5ª edição, o VAC recebeu artistas e grupos de outros estados brasileiros e do exterior, e o Duelo de MCs da Família de Rua foi realizado no Grande Teatro do Palácio das Artes e o Espaço Mari'Stella Tristão. Nesse ano também o VAC abriu espaço para artistas e grafiteiros, intervirem na galeria da Mari'Stella Tristão livremente, durante todo o evento. Na 6ª edição em 2012 foi introduzida a área da Arquitetura focando um caráter social. Em 2013, na 7ª edição, o VAC iniciou uma divulgação de informações sobre os museus de arte públicos e privados de Belo Horizonte e cidades do interior de Minas Gerais. Teve inicio também a parceria de renomados chefes da gastronomia mineira com os funcionários do Restaurante Popular I. No ano de 2013 o VAC instituiu a visita a ateliês de artistas visuais com entrada gratuita. Na edição de 2014 o VAC inaugurou uma parceria com o CCBB BH onde foi realizada a Abertura do Evento e diversos espaços desta instituição. Na 9ª edição, em 2015, o VAC fez parceria com a Biblioteca Pública Estadual, convidando artistas plásticos pintando áreas externas e internas; foi criado o Mini Salão de Moda, para estilistas iniciantes e renomados.
Em 2016, o VAC comemorou 10 anos de existência mantendo a diversidade de áreas com uma dupla sessão de abertura no Teatro Francisco Nunes e no lago do Parque Municipal, com a proposta de promover apropriações de obras artísticas clássicas. Na 11ª edição em 2017 o VAC ocupou 15 espaços culturais com a presença de 31 grupos e artistas de Belo Horizonte, do Brasil e do exterior. Novas parcerias realizadas com o Sesc Palladium no show de abertura "Berimbrown convida MV Bill" e com a UFMG, com o projeto C.a.b.r.a. - Casas Brasileiras de Refúgio'. Em 2018 o VAC introduziu na programação o M.A.R.P., Movimento de Arte e Reflexão Política, e inaugurou uma parceria com o CRJ que recebeu atividades nas áreas da moda e gastronomia. Destacamos o sucesso do evento de abertura que em parceria com o SESC Palladium, que trouxe para BH a cantora Maria Alcina de São Paulo que junto com a Orquesta Atípica de Lhamas e a Cia Café com Dança, lotaram o grande teatro do SESC Palladium. O VAC 2018 teve o patrocínio da CODEMIG com verba direta no valor de R$ 200.000,00 o que contribuiu para a ampliação e aprimoramento da qualidade de atrações no evento. Em 2019, o VAC teve o patrocínio do UniBH, do CCBB BH e a parceria do Instituto Francês e da Embaixada da França no Brasil, através do Serviço de Cooperação França Brasil, o SCAC BH, que possibilitou a presença do crítico francês Serge Kaganski, convidado exclusivamente para comentar filmes da Mostra Agnès Varda. O Festival foi expandido para Tiradentes/MG, com uma apresentação teatral, em parceria com o Campos Cultural UFMG naquela cidade. Também em 2019 a Feira Textura entrou como parceira do VAC e realizamos um encerramento homenageando o teatrólogo João das Neves. No VAC 2020, o Patrocínio da UniBH e a parceria com o Instituto Francês se repetiram e também foi inserido o formato de residência artística convidando o artista Thiago Granato, residente na Alemanha, numa parceria inédita com o festival de Verão da UFMG, e também com o CN D (Centre National de La Danse), que somou à parceria com o Terça na Dança, realizada no Teatro Marília. Também foi realizada uma parceria com o Centro Cultural Venda Nova, do Teatro Sesiminas e do Conservatório UFMG como espaços culturais de realizações das atividades do VAC. Desde 2019 os espetáculos Teatrais do VAC contam com tradução em libras, tornando assim, algumas das atividades do VAC acessíveis.